# Emeline Horton Cleveland
Emeline Horton Cleveland (* 22. September 1829 in Ashford, Connecticut; † 8. Dezember 1878 in Philadelphia, Pennsylvania) war eine amerikanische Ärztin und Hochschullehrerin. Sie war Professorin für Geburtshilfe und Gynäkologie und war eine der ersten amerikanischen Ärztinnen, die größere gynäkologische und abdominale Operationen durchführte.

## Leben und Werk
Cleveland wurde als Emeline Horton als drittes Kind von neun Kindern von Chauncey Horton und Amanda Chaffee Horton geboren. Als Cleveland zwei Jahre alt war, zog ihre Familie auf eine Farm in Madison County (New York), wo sie ihre Ausbildung von Privatlehrern erhielt. Nachdem ihr Vater gestorben war, unterrichtete sie als Lehrerin, um Mittel für den College-Besuch zu beschaffen.
1850 schrieb sie sich am Oberlin College in Ohio ein und schloss 1853 ihr Studium mit einem Bachelor of Arts ab. Eine medizinische Ausbildung in der Mitte des 19. Jahrhunderts erforderte keinen Hochschulabschluss und bestand aus einem viermonatigen Vorlesungskurs, der im zweiten Jahr wiederholt wurde. Cleveland begann ihre medizinische Vorbereitung im Oktober 1853 und heiratete im März 1854 Giles Butler Cleveland, ein Absolvent des Oberlin College Theological Seminary. Im März 1855 schloss sie ihr Medizinstudium am Female Medical College ab und eröffnete anschließend eine Praxis  in der Nähe ihres Hauses in New York. Sie wollte mit ihrem Ehemann als Missionarin arbeiten, da aber der Gesundheitszustand ihres Mannes sich verschlechterte, wurde die Möglichkeit der Missionsarbeit ausgeschlossen. 1856 wurde sie am Female Medical College in Philadelphia eingeladen, Anatomiekurse zu unterrichten. Sie zog mit ihrem Mann nach Philadelphia, wo sie eine Privatpraxis eröffnete, um das Einkommen aus ihren Lehrtätigkeiten aufzustocken. 1857 folgte eine Ernennung zum Lehrstuhl für Anatomie und Physiologie. In den Wintermonaten 1857 bis 1858 wurde ihr Mann schwer krank, was zu einer teilweisen Lähmung führte. Cleveland arbeitete bis 1860 am Female Medical College.
Auf Drängen von Ann Preston, der ersten Dekanin des Female Medical College, und mit finanzieller Unterstützung mehrere lokale Quäkerinnen besuchte Cleveland 1860 die Schule für Geburtshilfe der Maternité in Paris, wo sie 1861 ein Diplom und fünf Auszeichnungen erhielt. Anschließend besuchte sie Krankenhäuser und medizinische Fakultäten in Paris und London, um ihr Verständnis des Krankenhausmanagements zu erweitern.
1862 kehrte sie nach Philadelphia zurück und wurde Chefärztin des Woman’s Hospital of Philadelphia, das Preston während ihres Europaaufenthalts eingerichtet hatte. Das Ziel des Krankenhauses war es, Medizinstudentinnen am Woman’s Medical College in Philadelphia Erfahrung in der Patientenversorgung zu bieten, da sie häufig diskriminiert wurden, wenn sie versuchten, klinische Erfahrungen in anderen Krankenhäusern zu sammeln. In den nächsten sieben Jahren entwickelte Cleveland einige der ersten Schulungsprogramme für Krankenschwestern und Krankenpfleger in den USA. Sie unterrichtete weiter am Female Medical College und leitete bis 1878 eine Privatpraxis.
Als Preston 1872 starb, wurde Cleveland Dekanin der medizinischen Fakultät und trat 1874 aus gesundheitlichen Gründen zurück. 1875 wurde in der medizinischen Fachzeitschrift Cincinnati Lancet ein Artikel über Clevelands Durchführung einer Ovariektomie bei einer Patientin veröffentlicht, die an einem zystischen Tumor des Eierstocks gelitten hatte, der zu einer großen Flüssigkeitsansammlung im Bauchraum geführt hatte.
1878 wurde Cleveland als eine der ersten Ärztinnen des Landes, die von einer großen öffentlichen medizinischen Einrichtung eingestellt wurde, zur Gynäkologin des Department for the Insane am Pennsylvania Hospital ernannt. Sie starb mit neunundvierzig Jahren an Tuberkulose und wurde neben Preston auf dem Fair Hill Cemetery in Philadelphia begraben.